# Ciclo diurno

La rotación de la Tierra en relación con el Sol provoca el ciclo día/noche de 24 horas.

Un ciclo diurno es cualquier patrón que se repite cada 24 horas como resultado de una rotación completa del planeta Tierra alrededor de su eje. La rotación de la Tierra provoca fluctuaciones de la temperatura de la superficie durante el día y la noche, así como cambios climáticos durante todo el año. El ciclo diurno depende principalmente de la irradiación solar entrante.

## Clima y atmósfera

La variación diurna de la temperatura del aire (azul) se retrasa de 3 a 4 horas con respecto a la insolación al mediodía solar (rojo).

En climatología, el ciclo diurno es una de las formas más básicas de patrones climáticos, incluidas las variaciones en la temperatura diurna y las precipitaciones. Los ciclos diurnos pueden ser aproximadamente sinusoidales o incluir componentes de un sinusoide truncado (debido a la salida y puesta del sol) y la relajación térmica (enfriamiento de Newton) durante la noche. El ciclo diurno también tiene un gran impacto en los niveles de dióxido de carbono en la atmósfera, debido a procesos como la fotosíntesis y la respiración celular.

## Efectos biológicos
Los ciclos diurnos de luz y temperatura pueden resultar en ciclos similares en procesos biológicos, como la fotosíntesis en plantas y la depresión clínica en humanos. Las respuestas de las plantas a los ciclos ambientales pueden incluso inducir ciclos indirectos en las actividades microbianas de la rizosfera, incluida la fijación de nitrógeno.

## Ciclo semidiurno
Un ciclo semidiurno se refiere a un patrón que ocurre aproximadamente cada doce horas o aproximadamente dos veces al día. A menudo, estos pueden estar relacionados con las mareas lunares, en cuyo caso el intervalo es más cercano a las 12 horas y 25 minutos.